# Arnold Amsinck (Reeder)
Arnold Heinrich Amsinck (* 13. Oktober 1872 in Hamburg; † 31. Oktober 1939 ebenda) war ein deutscher Unternehmer.

## Leben

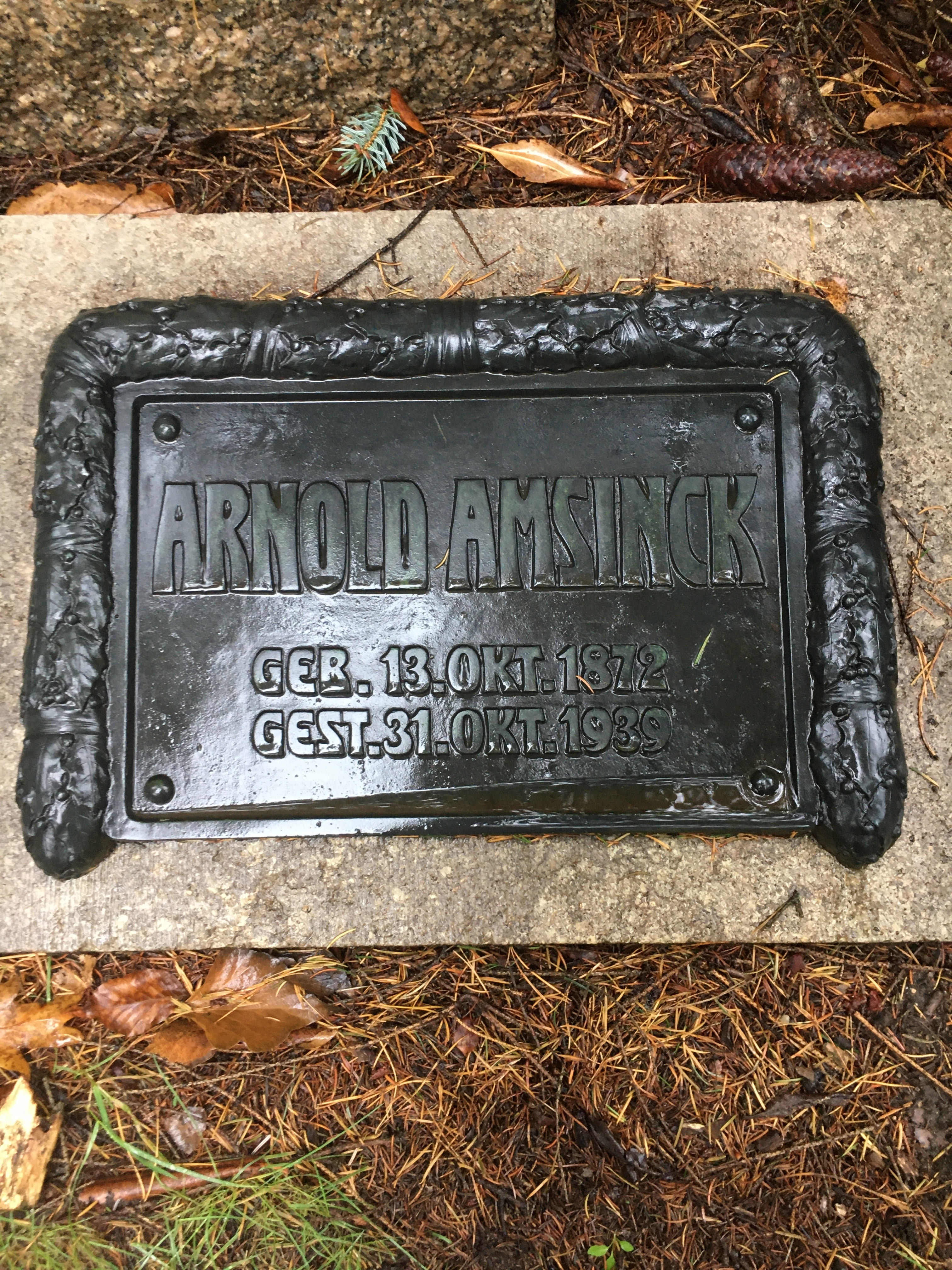
Kissenstein in der Familiengrabstätte auf dem Friedhof Ohlsdorf

Als Mitglied einer Patrizierfamilie war er wie seine Vorfahren, darunter der gleichnamige Arnold Amsinck, der Schifffahrt verschrieben. Nach dem Besuch des Johanneums in Lüneburg machte Amsinck eine Ausbildung bei der Hamburger Firma Joh. Schuback & Söhne. Er lebte mehrere Jahre in Chile und Bolivien, ehe er in die Segelschiffsreederei seines Vaters einstieg. Er heiratete Thekla Aline Bohlen, die Tochter von Eduard Bohlen. 1901 stieg er in das Unternehmen von C. Woermann ein, das von Adolph Woermann geleitet wurde. In dem 1909 von C. Woermann übernommenen Unternehmen Damara und Namaqua Handelsgesellschaft mbH, welches in Woermann, Brock & Co. umbenannt wurde, wurde Amsinck Miteigentümer. Am 1. Juni 1916 wurde Amsinck Vorstandsvorsitzender der Woermann-Linie und der Deutschen Ost-Afrika Linie.
Arnold Amsinck wurde in der Familiengrabstätte auf dem Friedhof Ohlsdorf im Planquadrat AD 16 südwestlich von Kapelle 7 beigesetzt.